# 소프테니
《소프테니》(そふてにっ)는 아즈치 료 원작의 일본의 만화이다. 중학교의 소프트 테니스부를 내용으로 하는 스포츠 만화이다.

## 개요
《월간 코믹 블레이드》(맥 가든) 2008년 6월호에 설정의 원안이 되는 단편 작품이 게재된 이후, 2008년 10월호부터 본격 연재가 개시되었다. 2010년 12월호에서 텔레비전 애니메이션화가 발표되어 2011년 4월부터 방영되고 있다.

## 애니메이션
2011년 4월부터 독립 UHF방송국 계열 등의 방송사들을 통해 방영되고 있다. 일부 노출이 포함된 장면의 경우 동물 마크가 삽입되는 등의 수위 조절이 이루어졌으며, 엔드 카드는 니코니코 동화에서 모집되었다.

### 제작진
- 원작 - 아즈치 료
- 감독·시리즈 구성 - 카미츠보 료키
- 캐릭터 디자인 - 오카 유이치
- 소품 디자인 - 카게하라 한조
- 의상 디자인 - 타케타니 쿄코
- 미술감독 - 유자와 야스유키
- 색채 설정 - 마츠오카 타마에
- 촬영감독 - 츠쿠노 다이스케
- 편집 - 사카모토 쿠미코
- 음악 - 니지네
- 음향감독 - 이와나미 요시카즈
- 프로듀서 - 나카야마 노부히로, 코이케 카츠미, 후쿠다 준, 치노 타카토시, 후지타 사토시, 나야 료스케
- 애니메이션 제작 - XEBEC
- 제작 - 《소프테니》 제작위원회(제네온 유니버설 엔터테인먼트, 란티스, 클록 웍스, XEBEC, AT-X, 스튜디오 마우스)

### 주제가
오프닝 테마 〈룰 책을 잊어버려〉(るーるぶっくを忘れちゃえ)
작사 - 하타 아키 / 작곡 - 타카다 쿄 / 편곡 - 타카다 쿄, 코이케 마사야
노래 - ULTRA-PRISM, 시라타마중학교 소프트 테니스부(성우 - 이토 카나에, 키타무라 에리, 이토 시즈카, 아케사카 사토미, 야하기 사유리)
엔딩 테마 〈발돋움〉(つまさきだち)
작사 - 사카이 키노 / 작·편곡 - 쿠루스 카츠히코
노래 - 이토 카나에